# Avatha minima
Avatha minima är en fjärilsart som beskrevs av Swinhoe 1918. Avatha minima ingår i släktet Avatha och familjen nattflyn. Inga underarter finns listade i Catalogue of Life.